# Challenger Bolivia 2022 II
El Challenger Bolivia 2022 II, denominado por razones de patrocinio Dove Men+Care Bolivia Open, fue un torneo de tenis perteneció al ATP Challenger Tour 2022 en la categoría Challenger 80 y al Circuito Legión Sudamericana 2022. Se trató de la 2.ª edición del torneo y tuvo lugar en la ciudad de Santa Cruz de la Sierra (Bolivia), desde el 21 hasta el 27 de marzo de 2022, sobre polvo de ladrillo.

## Jugadores participantes del cuadro de individuales
| Favorito | País                        | Jugador                 | Rank1 | Posición en el torneo          |
| -------- | --------------------------- | ----------------------- | ----- | ------------------------------ |
| 1        | Bandera de Bolivia          | Hugo Dellien            | 101   | Baja antes de la primera ronda |
| 2 (WC)   | Bandera de Uruguay          | Pablo Cuevas            | 105   | Semifinales                    |
| 3        | Bandera de Perú             | Juan Pablo Varillas     | 117   | FINAL                          |
| 4        | Bandera de Argentina        | Tomás Martín Etcheverry | 123   | Baja antes de la primera ronda |
| 5        | Bandera de Chile            | Tomás Barrios           | 145   | Cuartos de final               |
| 6        | Bandera de Argentina        | Camilo Ugo Carabelli    | 175   | Baja antes de la primera ronda |
| 7        | Bandera de Argentina        | Facundo Mena            | 183   | Cuartos de final               |
| 8        | Bandera de los Países Bajos | Jesper de Jong          | 189   | Segunda ronda                  |

- 1 Se ha tomado en cuenta el ranking del 7 de marzo de 2022.

### Otros participantes
Los siguientes jugadores recibieron una invitación (wild card), por lo tanto ingresan directamente al cuadro principal (WC):
- Pablo Cuevas
- Murkel Dellien
- Juan Carlos Prado

Los siguientes jugadores ingresan al cuadro principal tras disputar el cuadro clasificatorio (Q):
- Nicolás Barrientos
- Corentin Denolly
- Gilbert Klier Júnior
- Naoki Nakagawa
- Yshai Oliel
- Juan Bautista Torres

Los siguientes jugadores ingresan al cuadro principal como perdedores afortunados (LL):
- Daniel Dutra da Silva (por  Hugo Dellien)
- Facundo Juárez (por  Tomás Etcheverry)
- Gonzalo Villanueva (por  Camilo Ugo Carabelli)

## Campeones

### Individual Masculino
- Paul Jubb derrotó en la final a  Juan Pablo Varillas por 6–3, 7–6(5)

### Dobles Masculino
- Jesper de Jong /  Bart Stevens derrotaron en la final a  Nicolás Barrientos /  Miguel Ángel Reyes-Varela por 6–4, 3–6, [10–6]